# Florence (Indiana)
Florence es un lugar designado por el censo ubicado en el condado de Switzerland en el estado estadounidense de Indiana. En el Censo de 2010 tenía una población de 80 habitantes y una densidad poblacional de 203,21 personas por km².

## Geografía
Florence se encuentra ubicado en las coordenadas 38°47′5″N 84°55′21″O / 38.78472, -84.92250. Según la Oficina del Censo de los Estados Unidos, Florence tiene una superficie total de 0.39 km², de la cual 0.35 km² corresponden a tierra firme y (11.18%) 0.04 km² es agua.

## Demografía
Según el censo de 2010, había 80 personas residiendo en Florence. La densidad de población era de 203,21 hab./km². De los 80 habitantes, Florence estaba compuesto por el 100% blancos, el 0% eran afroamericanos, el 0% eran amerindios, el 0% eran asiáticos, el 0% eran isleños del Pacífico, el 0% eran de otras razas y el 0% pertenecían a dos o más razas. Del total de la población el 0% eran hispanos o latinos de cualquier raza.